# 旭豆
旭豆（あさひまめ）とは、北海道旭川市に存在する共成製菓が製造する菓子。

## 概要
旭豆は、1902年（明治35年）「大豆と甜菜糖から誰にでも好まれる菓子はつくれないか」というコンセプトで生まれた。製造元の共成製菓は、1897年（明治30年）に小樽市に本社を置く精米業の共成(株)の旭川支店として設立され、1955年（昭和30年）に独立して共成製菓(株)となり、それ以来、旭豆を中心とした豆菓子を製造し続けている。
現在でも、北海道で採れる大豆、砂糖、小麦粉を原材料として製造される。旭川駅の旭川観光物産情報センター、道の駅あさひかわ、旭川まちなか交流館、旭川空港内の売店等で販売されている。
なお、佐賀県三養基郡みやき町に六田旭豆という豆菓子が存在するが、こちらは1912年（大正元年）、初代冨次郎が身体を温め空腹を満たし、元気になって欲しいという想いから、生姜と合わせた糖蜜（砂糖・澱粉・水飴を混ぜたもの）をえんどう豆に掛け、表面を金平糖のようにした豆菓子である。